# إميلي بالدوني
إميلي بالدوني (بالإنجليزية: Emily Baldoni؛ وُلدت باسم Emily Fuxler في 3 أغسطس 1984) هي ممثلة سويدية. بدأت مسيرتها الفنية تحت اسم إميلي فوكسلر، وهي تهجئة بديلة لاسم عائلتها الأصلي، قبل أن تعتمد لقب زوجها بعد زواجها من الممثل والمخرج الأمريكي جاستن بالدوني. برزت بدورها في ببطولتها في فيلم كوهيرانس الصادر عام 2013.

## الحياة الشخصية
إميلي متزوجة من الممثل والمخرج الأمريكي جاستن بالدوني منذ عام 2013، ويقيمان معًا في مدينة لوس أنجلوس. ولديهما ابنة وولد.

## وصلات خارجية
- إميلي بالدوني في قاعدة بيانات الأفلام على الإنترنت